# Liste der Naturdenkmale in Kandern
| Naturdenkmale | Anzahl |
| ------------- | ------ |
| FND           | 4      |
| END           | 10     |
| Gesamt        | 14     |

Die Liste der Naturdenkmale in Kandern nennt die verordneten Naturdenkmale (ND) der im baden-württembergischen Landkreis Lörrach liegenden Stadt Kandern. In Kandern gibt es insgesamt vierzehn als Naturdenkmal geschützte Objekte, davon vier flächenhafte Naturdenkmale (FND) und zehn Einzelgebilde-Naturdenkmale (END).
Stand: 1. November 2016.

## Flächenhafte Naturdenkmale (FND)
| Name                     | Bild | Kennung     | Einzelheiten | Position | Fläche Hektar | Datum         |
| ------------------------ | ---- | ----------- | ------------ | -------- | ------------- | ------------- |
| Bäche am Juchskopf       | BW   | 83360450012 | Kandern      | ⊙        | 1,6           | 14. Aug. 1989 |
| Erlenbruch Kanderner Weg | BW   | 83360450015 | Kandern      | ⊙        | 1,1           | 14. Aug. 1992 |
| Steinbruch Holzen        | BW   | 83360450014 | Kandern      | ⊙        | 1,1           | 2. Okt. 1991  |
| Tannenkircher Berg       | BW   | 83360450013 | Kandern      | ⊙        | 0,6           | 12. Juni 1991 |
| Legende für Naturdenkmal |      |             |              |          |               |               |

## Einzelgebilde (END)
| Name                                   | Bild | Kennung     | Einzelheiten                    | Position | Fläche Hektar | Datum         |
| -------------------------------------- | ---- | ----------- | ------------------------------- | -------- | ------------- | ------------- |
| 1 Buche (Eichenblättrige Buche)        | BW   | 83360450008 | Kandern                         | ⊙        | 0,0           | 13. Juli 1987 |
| 1 Douglasie (Teufelstanne)             |      | 83360450007 | Kandern                         | ???      | 0,0           | 13. Juli 1987 |
| 1 Eiche (Wodaneiche)                   |      | 83360450009 | Kandern ND existiert nicht mehr | ???      | 0,0           | 13. Juli 1987 |
| 1 Mammutbaum Hauptstraße 103–105       |      | 83360450011 | Kandern                         | ⊙        | 0,0           | 13. Juli 1987 |
| 1 Mammutbaum Deckmatt                  | BW   | 83360450006 | Kandern                         | ⊙        | 0,0           | 13. Juli 1987 |
| 1 Speierling Feuerbach                 | BW   | 83360450004 | Kandern                         | ⊙        | 0,0           | 13. Juli 1987 |
| 1 Speierling Riedlingen                | BW   | 83360450002 | Kandern                         | ⊙        | 0,0           | 13. Juli 1987 |
| 1 Traubeneiche (Behleneiche) Holzen    | BW   | 83360450001 | Kandern                         | ⊙        | 0,0           | 13. Juli 1987 |
| 2 Mammutbäume Joh.-Augst-Sutter-Straße | BW   | 83360450010 | Kandern                         | ⊙        | 0,0           | 13. Juli 1987 |
| 2 Speierlingbäume Unter Heuberg        | BW   | 83360450005 | Kandern                         | ⊙        | 0,0           | 13. Juli 1987 |
| Legende für Naturdenkmal               |      |             |                                 |          |               |               |